# Santa Fé-szigeti varacskosfejű leguán
A Santa Fé-szigeti varacskosfejű leguán (Conolophus pallidus) a hüllők (Reptilia) osztályába a  pikkelyes hüllők (Squamata) rendjébe a gyíkok (Sauria)  alrendjébe és a leguánfélék (Iguanidae) családjába tartozó faj.

## Elterjedése
Az Ecuadorhoz tartozó Galápagos-szigetek Santa Fé-szigetén honos.

## Megjelenése
A színe sárgás. 90 centiméteresre is megnőhet. Testtömege 11 kg.

## Életmódja
Tápláléka kaktusz, rovarok, százlábúak és dögök.